# Bouvardia standleyana
Bouvardia standleyana är en måreväxtart som beskrevs av W.H.Blackw.. Bouvardia standleyana ingår i släktet Bouvardia och familjen måreväxter. Inga underarter finns listade i Catalogue of Life.